# Klobouky u Brna
Klobouky u Brna é uma cidade checa localizada na região de Morávia do Sul, distrito de Břeclav‎.